# یتالو (بازیکن فوتبال)
یتالو (به پرتغالی: Ytalo José Oliveira dos Santos) هافبک اهل برزیل است که در شهر ماسیو و در تاریخ ۱۲ ژانویهٔ ۱۹۸۸ به دنیا آمده‌است.
یتالو در تیم‌های فوتبال Corinthians Alagoano سابقهٔ حضور دارد.